# وتر ويلاندت
وتر ويلاندت (بالفرنسية: Wouter Weylandt)‏ (و. 1984 – 2011 م) هو دراج بلجيكي، ولد في غنت، وتوفي في ميزانيغو.

## التصنيف
| السنة             | 2006 | 2007 | 2008 | 2009 | 2010 |
| ----------------- | ---- | ---- | ---- | ---- | ---- |
| بروتور            | 172  | 148  | 50   |      |      |
| تقويم طواف العالم |      |      |      | 154  | 120  |
|                   |      |      |      |      |      |
| مصدر: UCI         |      |      |      |      |      |

## سجل الفوز

### سباقات أو مراحل فاز بها
| التاريخ        | السباق                          | المركز                  |
| -------------- | ------------------------------- | ----------------------- |
| 30 مايو 2004   | Paris–Roubaix Espoirs 2004      |                         |
| 10 أغسطس 2004  | 2004 Heusden Koers              |                         |
| 06 أكتوبر 2005 | 2005 Zwevezele Koers            |                         |
| 01 يناير 2006  | 2006 سباق نوكير كويرز           |                         |
| 16 أغسطس 2006  | طواف إينكو 2006                 | الثامن في تصنيف النقاط  |
| 10 سبتمبر 2006 | طواف بولندا 2006                |                         |
| 05 أكتوبر 2006 | 2006 Zwevezele Koers            |                         |
| 11 مارس 2007   | ثلاثة أيام فلاندرز الغربية 2007 |                         |
| 18 أبريل 2007  | شيلدبرايش 2007                  | الرابع في التصنيف العام |
| 14 أغسطس 2007  | 2007 Heusden Koers              | الفائز في التصنيف العام |
| 29 أغسطس 2007  | طواف إينكو 2007                 | التاسع في تصنيف النقاط  |
| 01 يناير 2008  | سباق نوكير كويرز 2008           | الفائز في التصنيف العام |
| 12 أغسطس 2008  | 2008 Heusden Koers              |                         |
| 01 يناير 2009  | هيستسي بيجل 2009                |                         |
| 04 مارس 2009   | لو سامين 2009                   | الفائز في التصنيف العام |
| 02 يونيو 2009  | 2009 Gullegem Koerse            | الفائز في التصنيف العام |
| 01 يونيو 2010  | 2010 Gullegem Koerse            | الفائز في التصنيف العام |
| 10 أغسطس 2010  | 2010 Heusden Koers              | الفائز في التصنيف العام |